# Батманка (река)
Батманка, Батмановка  — малая река на Украине (с 2014 года под контролем ДНР), приток Кривого Торца. Длина — 9,6 км. Площадь водосборного бассейна — 25 км². Уклон — 11,6 м/км.
Исток находится возле села Михайловка, течёт по территории Горловского горсовета и Ясиноватского района Донецкой области, через село Михайловка, посёлок Ставки, и село Троицкое. Впадает в Кривой Торец вблизи села Троицкое.
Батманка протекает по одноимённой балке. В засушливое время фактически пересыхает. Название происходит от татарского — батат, батан — речка, которая течёт среди болот и низин. В Батманку впадают балка Долгая (левая) и несколько безымянных ручьёв.
Экологические пробы у истока по балке Батманка вблизи села Михайловка свидетельствует о незначительном превышении взвешенными веществами — до 1,13 ПДК.